# Collections d'Antiquités de l'État bavarois
Les Collections d'Antiquités de l'État bavarois (en allemand : Staatliche Antikensammlungen) sont un musée de Munich, consacré aux antiquités grecques, romaines et étrusques. Situé sur la place Royale (Königsplatz), il forme avec la Glyptothèque, à laquelle il fait face, un complexe architectural et muséal.
Le bâtiment a été construit de 1838 à 1848 par l'architecte Georg Friedrich Ziebland sur l'ordre du roi Louis Ier de Bavière. Le fronton, de style corinthien, répond ainsi au fronton ionien de la Glyptothèque, achevée en 1830. Précédemment nommé Museum antiker Kleinkunst, le musée, sévèrement endommagé par les bombardements  lors de la Seconde Guerre mondiale, a été restauré et a rouvert au public en 1967 sous son nom actuel.
Les collections exposées proviennent en partie du fonds légué par Louis Ier de Bavière, qui regroupe de nombreux objets quotidiens (terres cuites, bijoux, bronzes, verres, etc.). La collection de céramiques grecques, la plus importante du monde après celle du Louvre, est renommée dans le monde entier.
La direction de la Collection des Antiquités est située à la maison des Instituts culturels (Haus der Kulturinstitute) à proximité.

## Le musée
Le bâtiment dans lequel se trouvent aujourd'hui les Collections d'antiquités (Antikensammlungen) a été érigé entre 1838 et 1848 pour le compte du roi Louis Ier par Georg Friedrich Ziebland, dans le style d'un temple corinthien, sur la place Royale (Königsplatz). Au centre du fronton se tient la Bavaria, tandis que l'acrotère central est décoré d'un Phénix qui s'élève au-dessus du portique. Le bâtiment complétait le forum d'architecture classique créé par l'architecte Leo von Klenze, en tant que bâtiment d'exposition d'art et industriel. Le monastère de Saint-Boniface fut construit dans le même programme sur le côté sud du bâtiment.
De 1869 à 1872, le bâtiment abritait l'Antiquarium royal, puis, de 1898 à 1912, la Sécession munichoise (Münchener Sezession). À partir de 1919, la Nouvelle Galerie d'État (Neue Staatsgalerie) s'y installa. Après les destructions de la Seconde Guerre mondiale, le bâtiment préalablement vidé a rouvert ses portes en 1967, sous le nom de Collections d'État d'antiquités (Staatliche Antikensammlungen).

## Les  collections

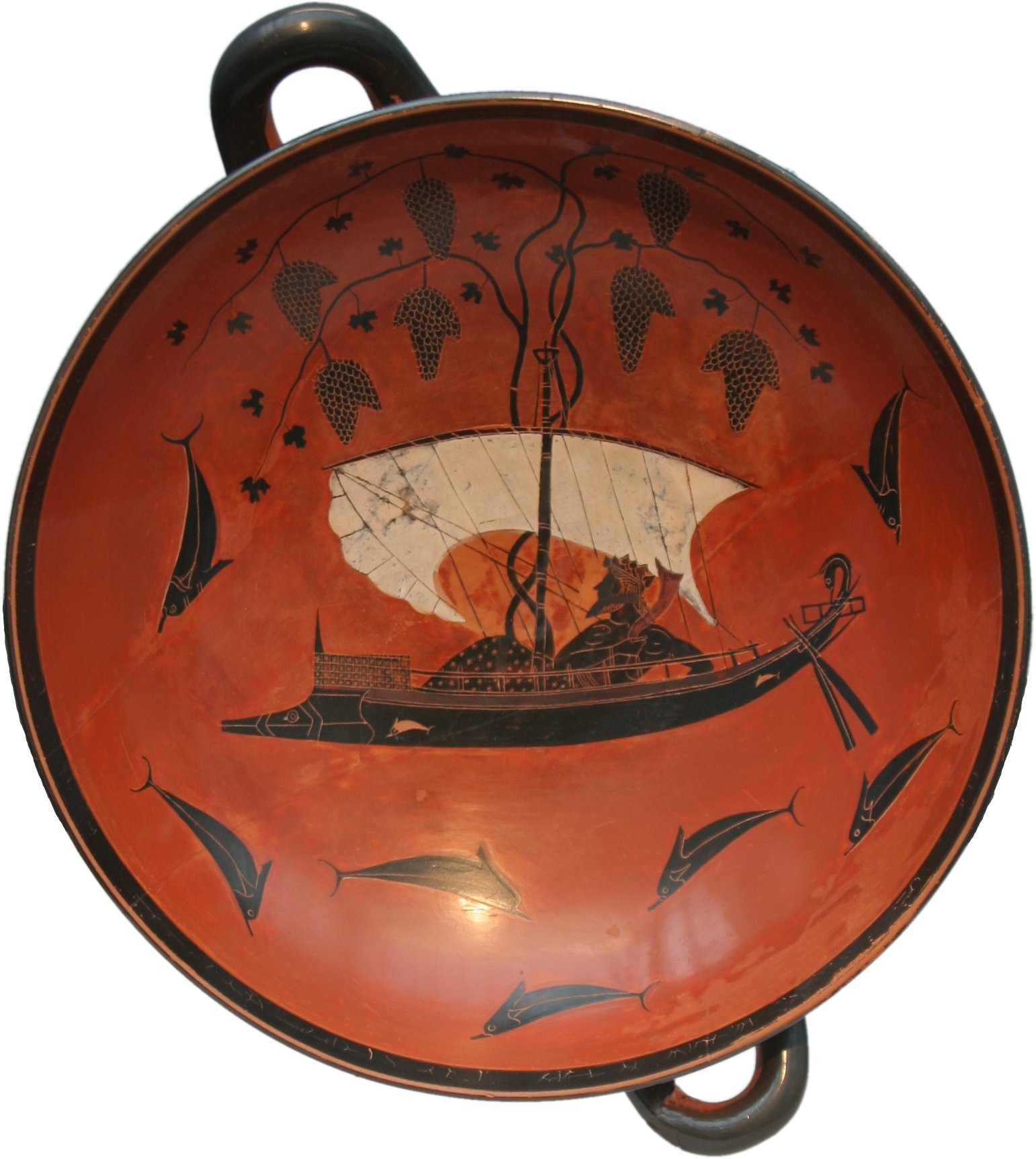
Coupe de Dionysos, par Exékias, vers 530. Dionysos dans une embarcation, naviguant parmi les dauphins. Kylix attique à figures noires, provenant de Vulci, signée ΕΧΣΕΚΙΑΣ ΕΠΟΕΣΕ (Exékias m'a faite).

Les collections d'antiquités du musée sont fondées sur les celles de la famille Wittelsbach, notamment la collection de vases attiques du roi Louis Ier. En 1831, son agent Martin von Wagner a acquis la céramique des fouilles de Vulci et son autre agent Friedrich von Thiersch a acheté aux enchères les antiquités de la succession de Lucien Bonaparte. Le roi a également acquis des bijoux anciens en or de la collection de Caroline Murat, ainsi que des bronzes étrusques découverts à Pérouse et des terracottas grecques du Sud de l'Italie.
Après la mort du roi en 1868, sa collection a été réunie à la collection Wittelsbach, fondée auparavant par Albert V, duc de Bavière. Plus tard, le musée a été agrandi par des achats et des dons. Parmi ces collections privées figurent les dons de Paul Arndt (1908), de James Loeb (1933) et de Hans von Schoen (1964). Ces collections sont spécialisées dans les petits objets anciens, la verrerie, les bronzes, les terracottas, les bijoux, l'or et l'argent. Pendant la Seconde Guerre mondiale, le musée a perdu notamment la poterie étrusque, qui était stockée dans la Neue Pinakothek bombardée.

### Céramique antique
La collection de poteries anciennes est de renommée internationale, comparable uniquement aux collections du Louvre et du British Museum. L'exposition présente des oeuvres de l'art cycladique ; la poterie mycénienne est représentée, ainsi que la céramique des périodes géométrique, archaïque, classique et hellénistique en Grèce.

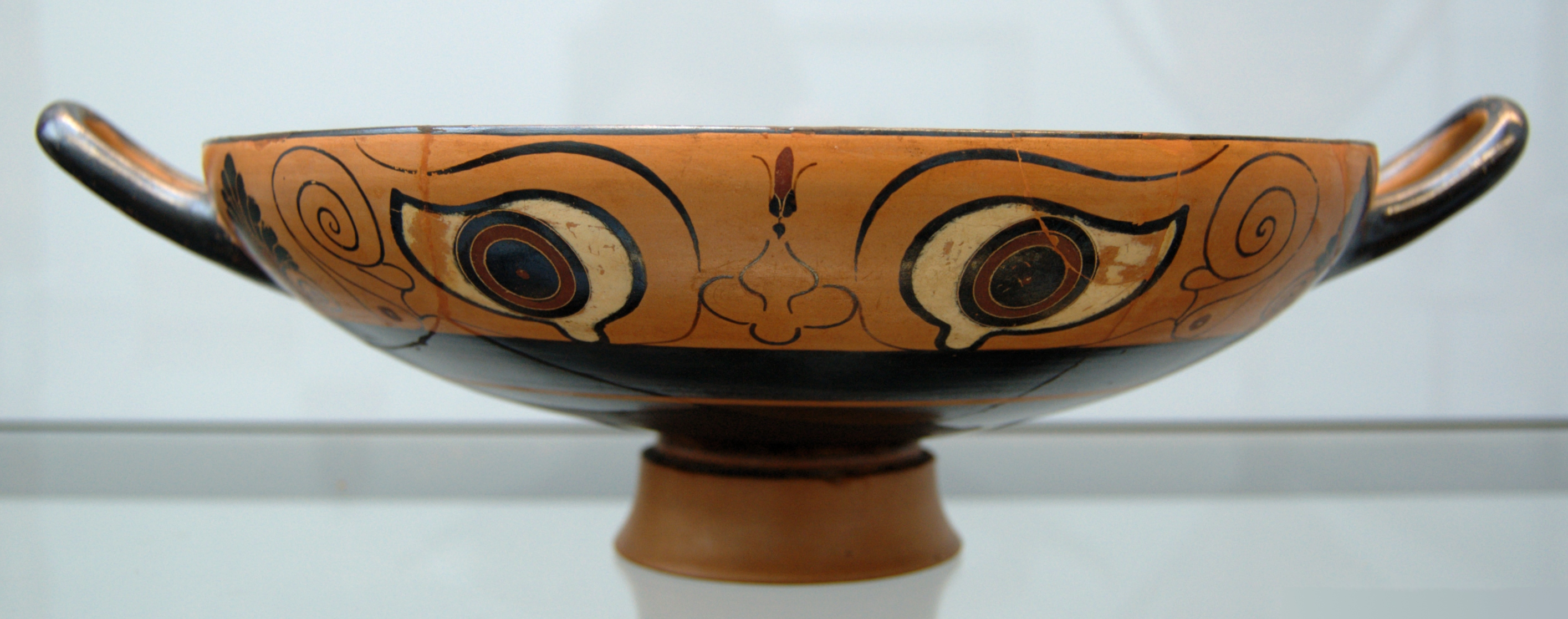
Coupe à yeux chalcidienne à figures noires, vers 530 av. J.-C.

Le musée présente des œuvres des plus célèbres potiers et peintres grecs, comme Amasis, Exékias, Archiklès, Glaukytès, le peintre de Penthésilée, le peintre d'Andokidès, Oltos, Cléophon, Phintias, Euphronios, Euthymidès, Épictétos, le peintre de Pan, le peintre de Berlin, Hiéron, Makron, Douris, le peintre de Brygos, le peintre d'Achéloos et Lydos.
La collection contient de nombreux chefs-d'œuvre tels que l'amphore du peintre d'Andokidès, à figures noires d'un côté, à figures rouges de l'autre, (vers -520/-510) et la coupe de Dionysos d'Exékias (vers -530).

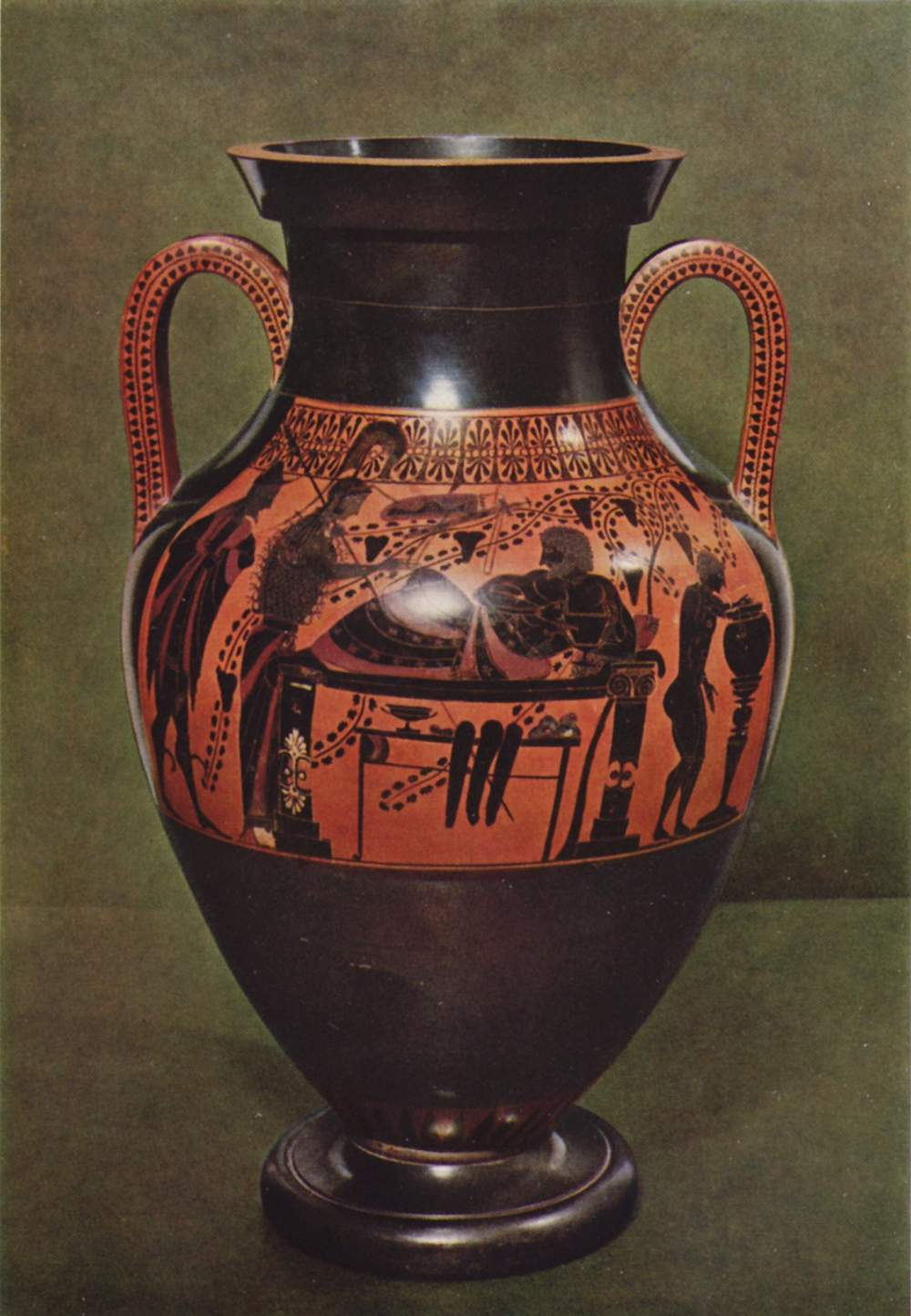
Amphore du peintre Andokidès, côté à figures noires.
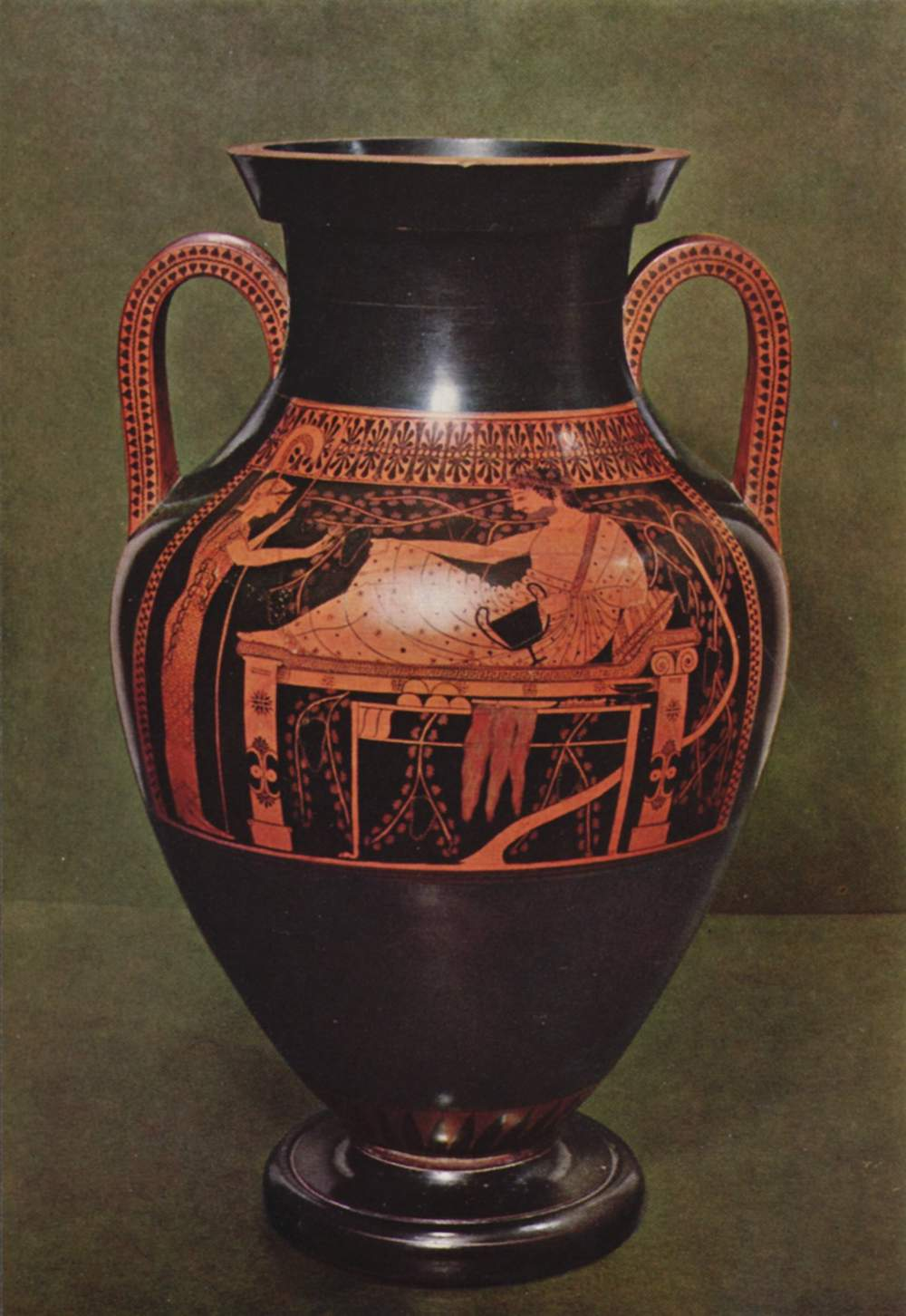
Amphore du peintre Andokidès, côté à figures rouges.
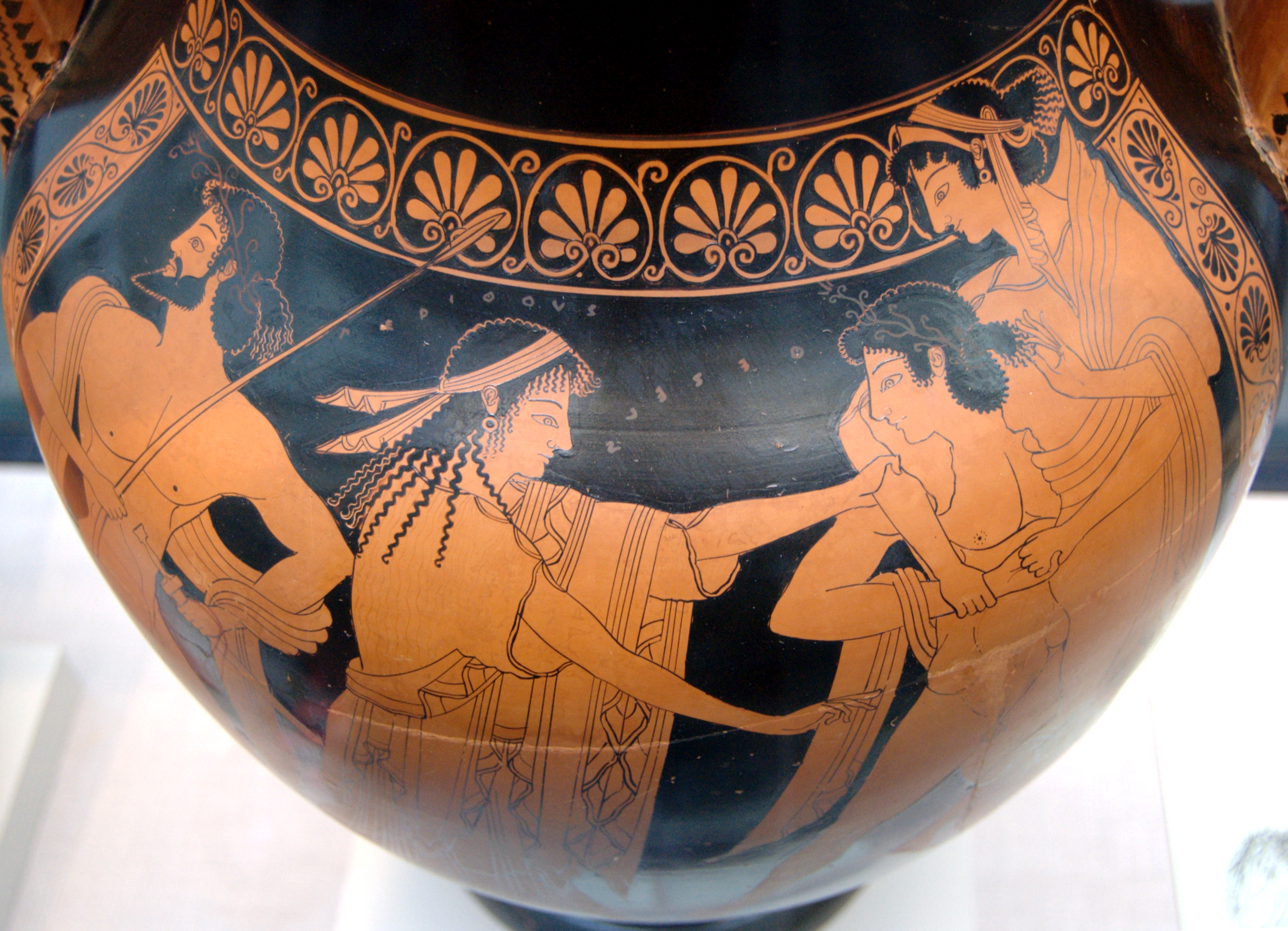
Vase grec avec Thésée
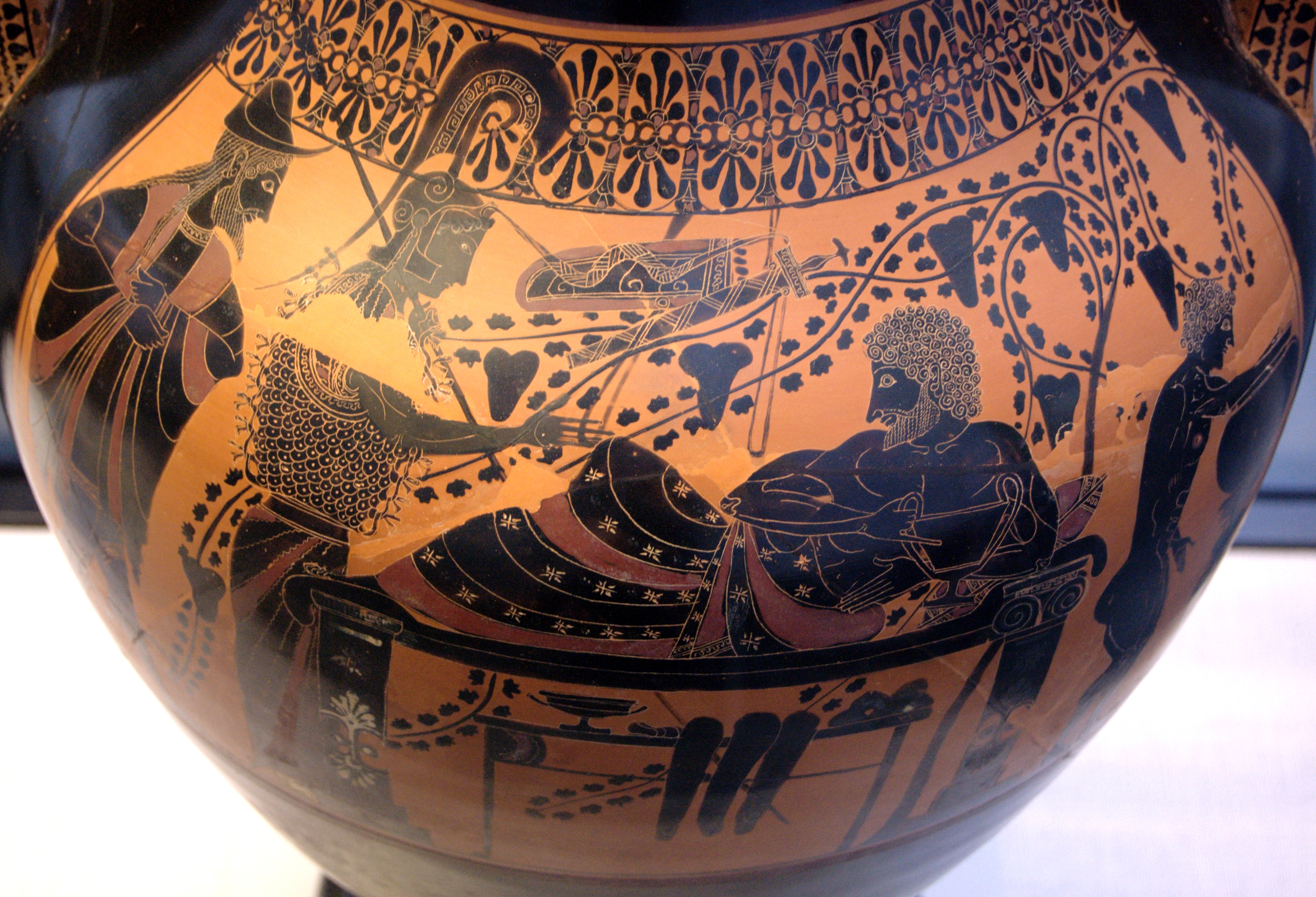
Vase d'Athéna et Héraclès
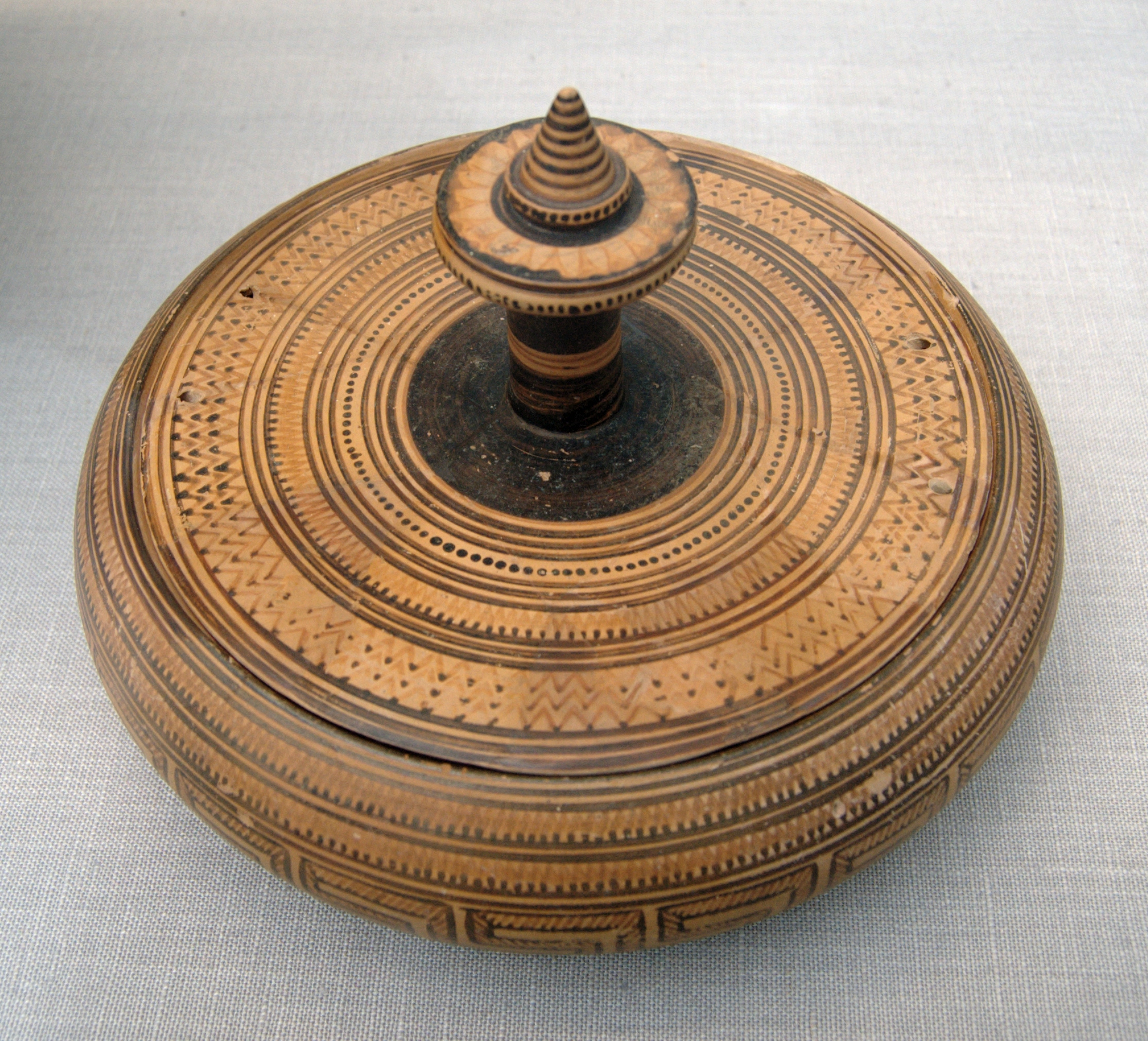
Poterie
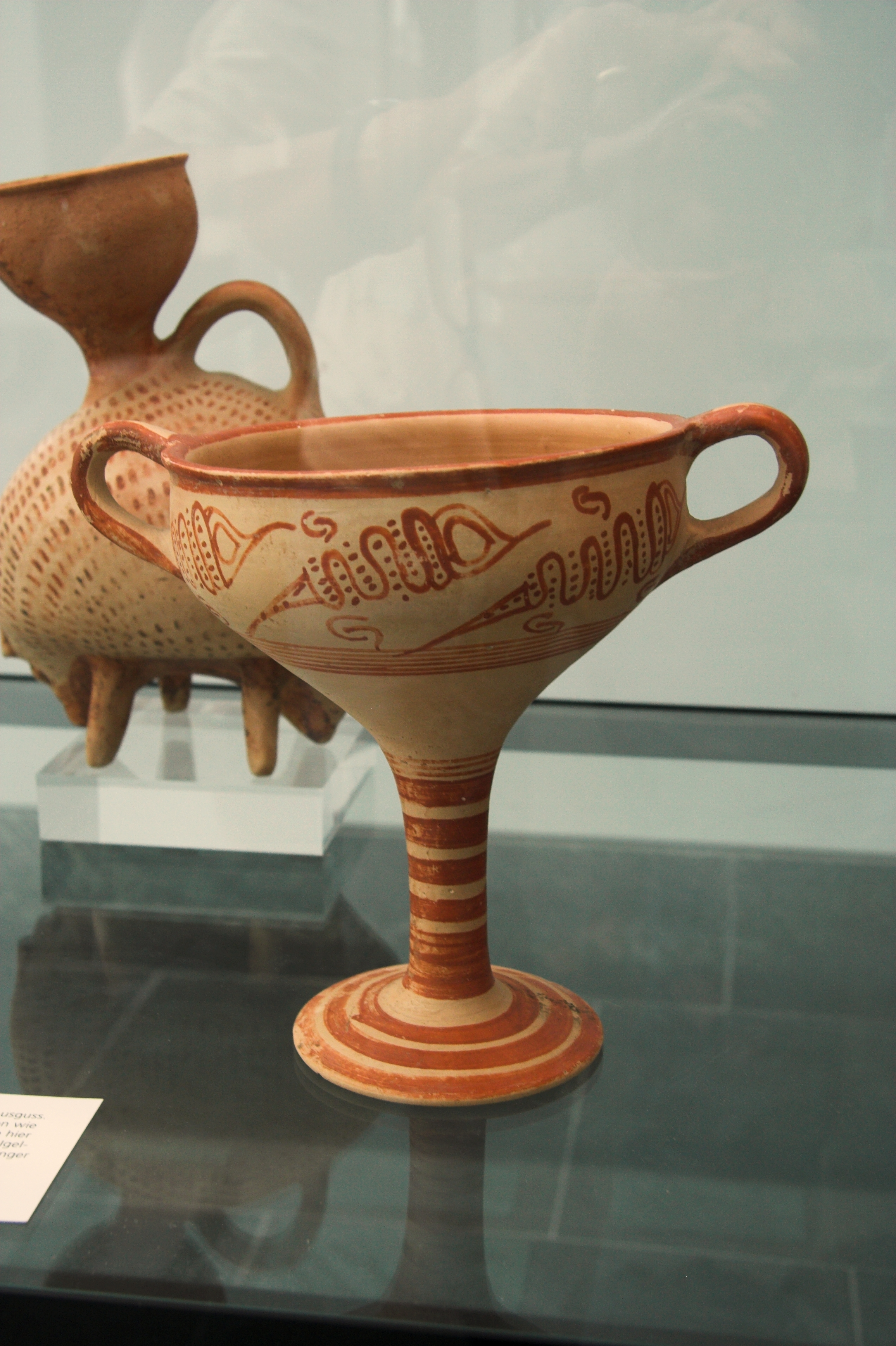
Poterie mycénienne
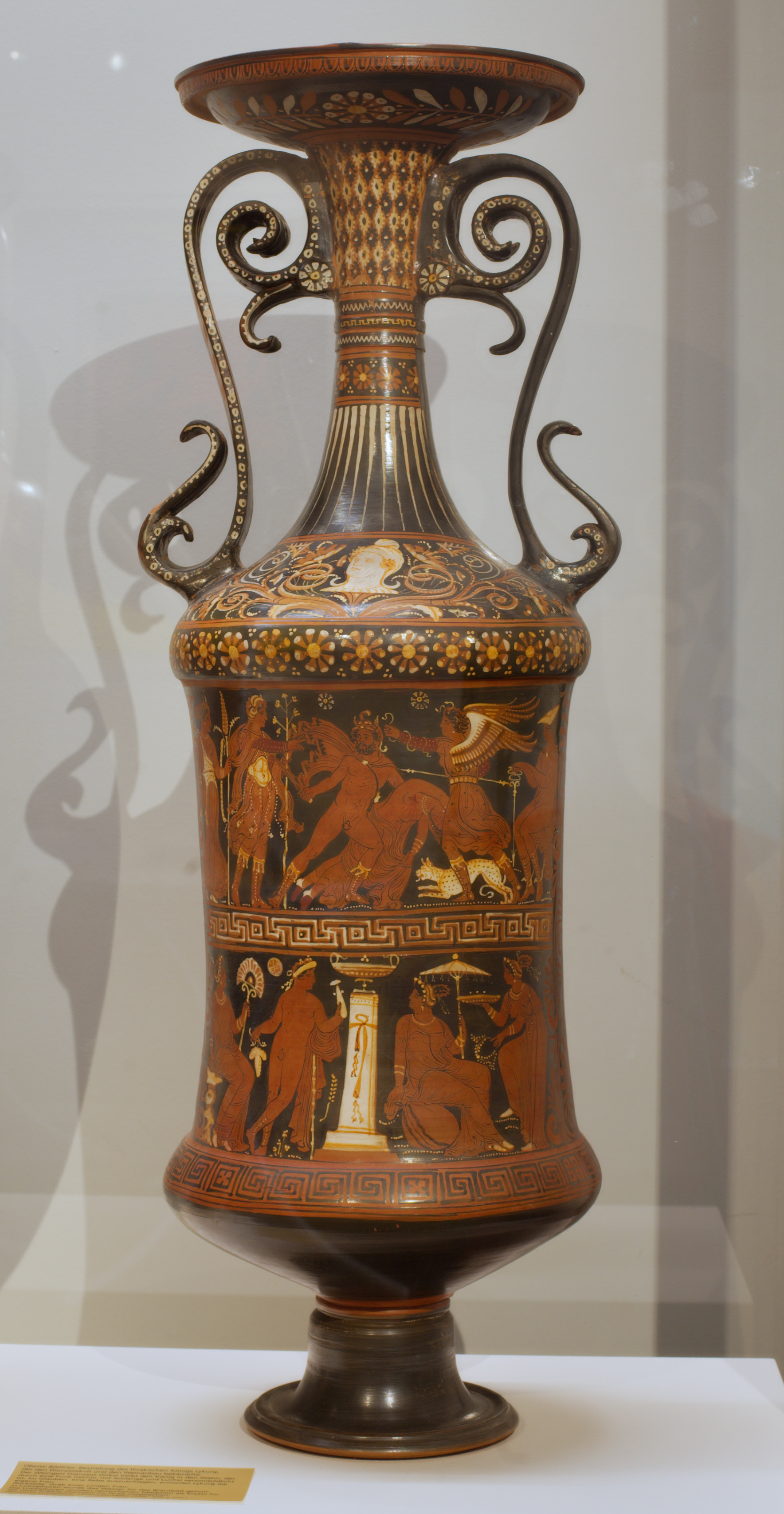
Loutrophore
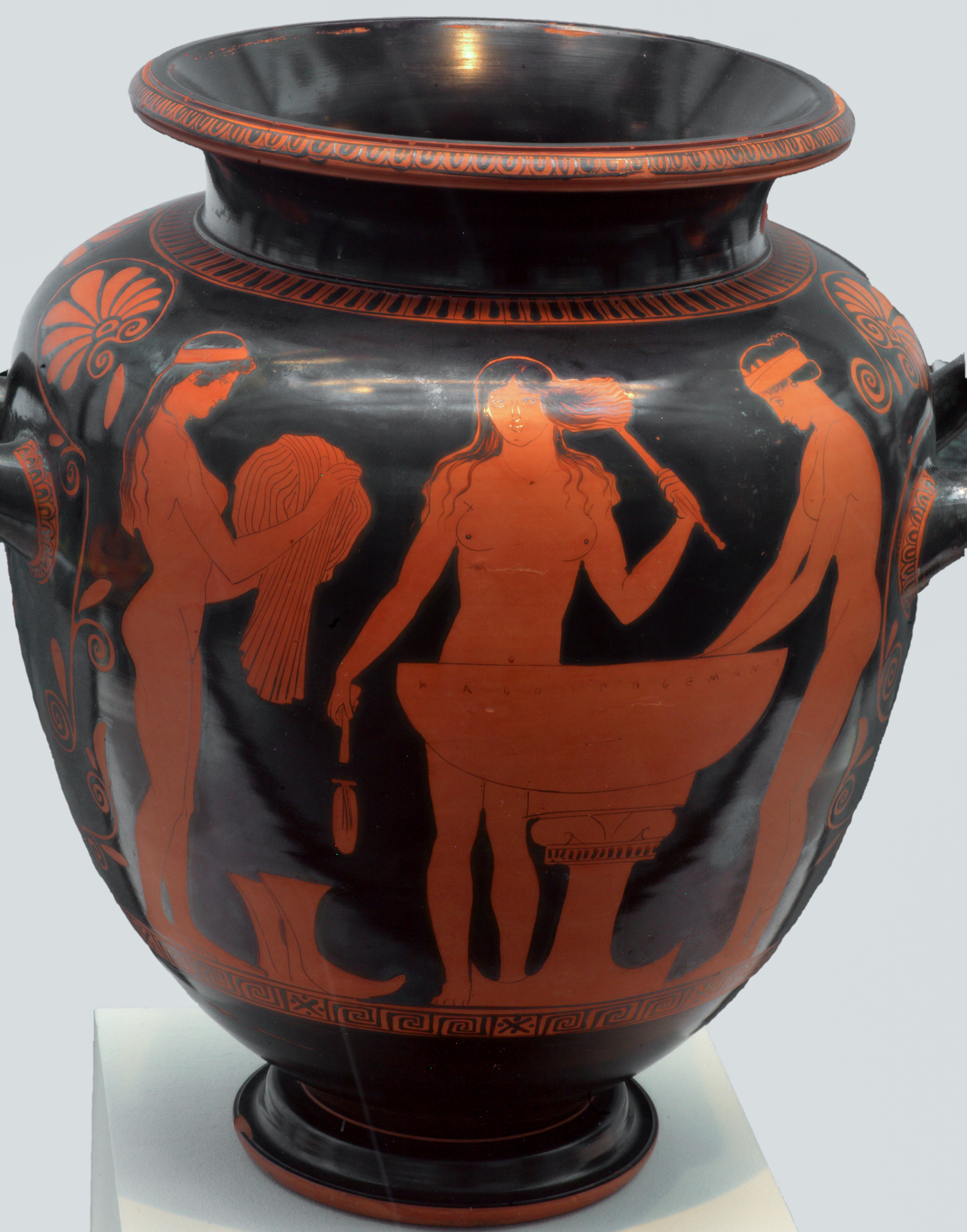
Vase de Stamnos

### Terres cuites et bronzes
La femme debout est une statuette en terre cuite notable (Béotie, fin du -Ve/début du -IVe siècle). La Beauté est l'une des figures de terre cuite anciennes les mieux conservées au monde : elle a été produite au début du -IIIe siècle et trouvée dans les environs d'Athènes. La déesse de la Beauté et de l'Amour est un chef-d'œuvre en bronze de l'art hellénstique bronze (vers -100).

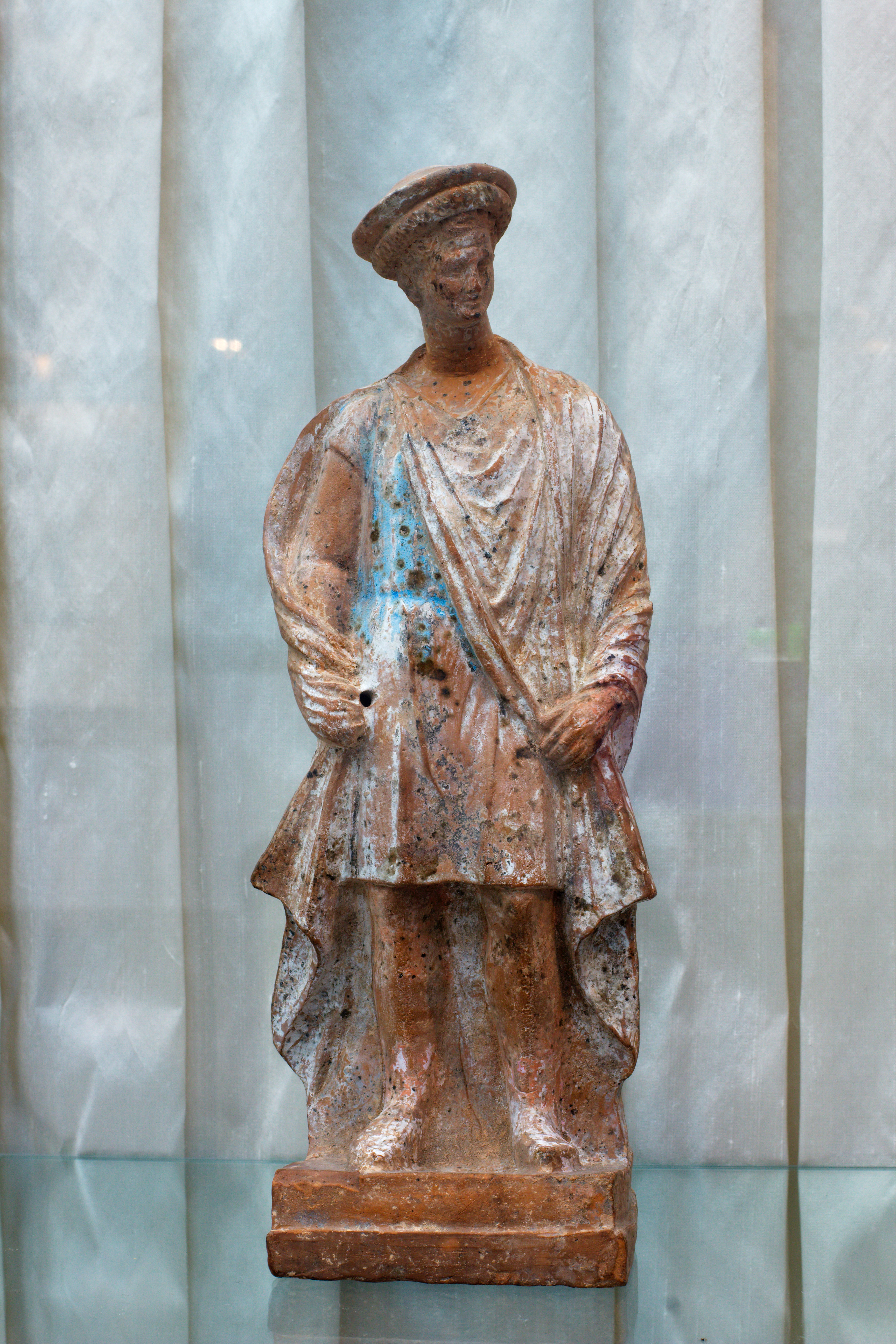
Terre cuite d'un jeune voyageur, Béotie, vers -325, collection Loeb
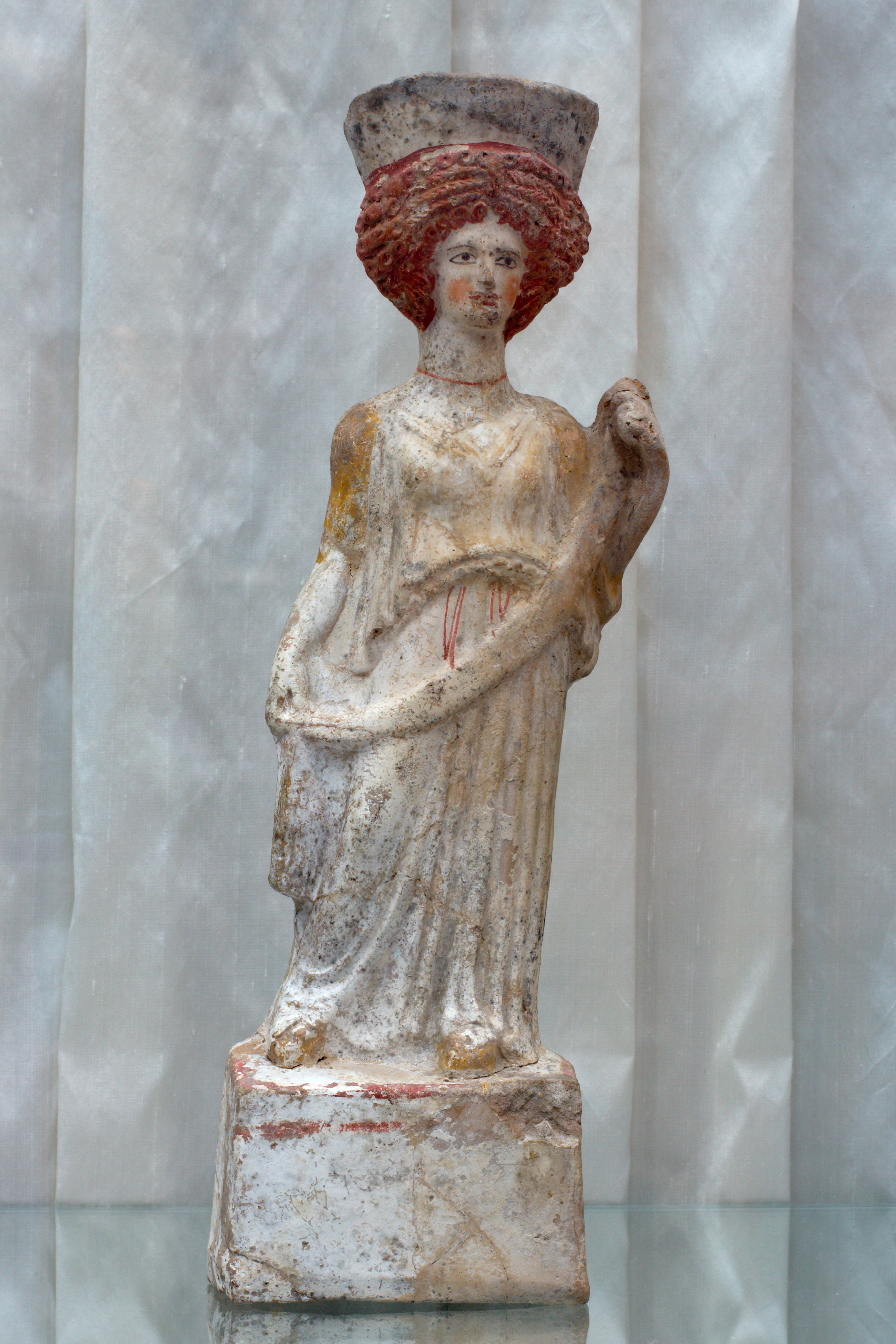
Jeune femme, Béotie, vers -400.
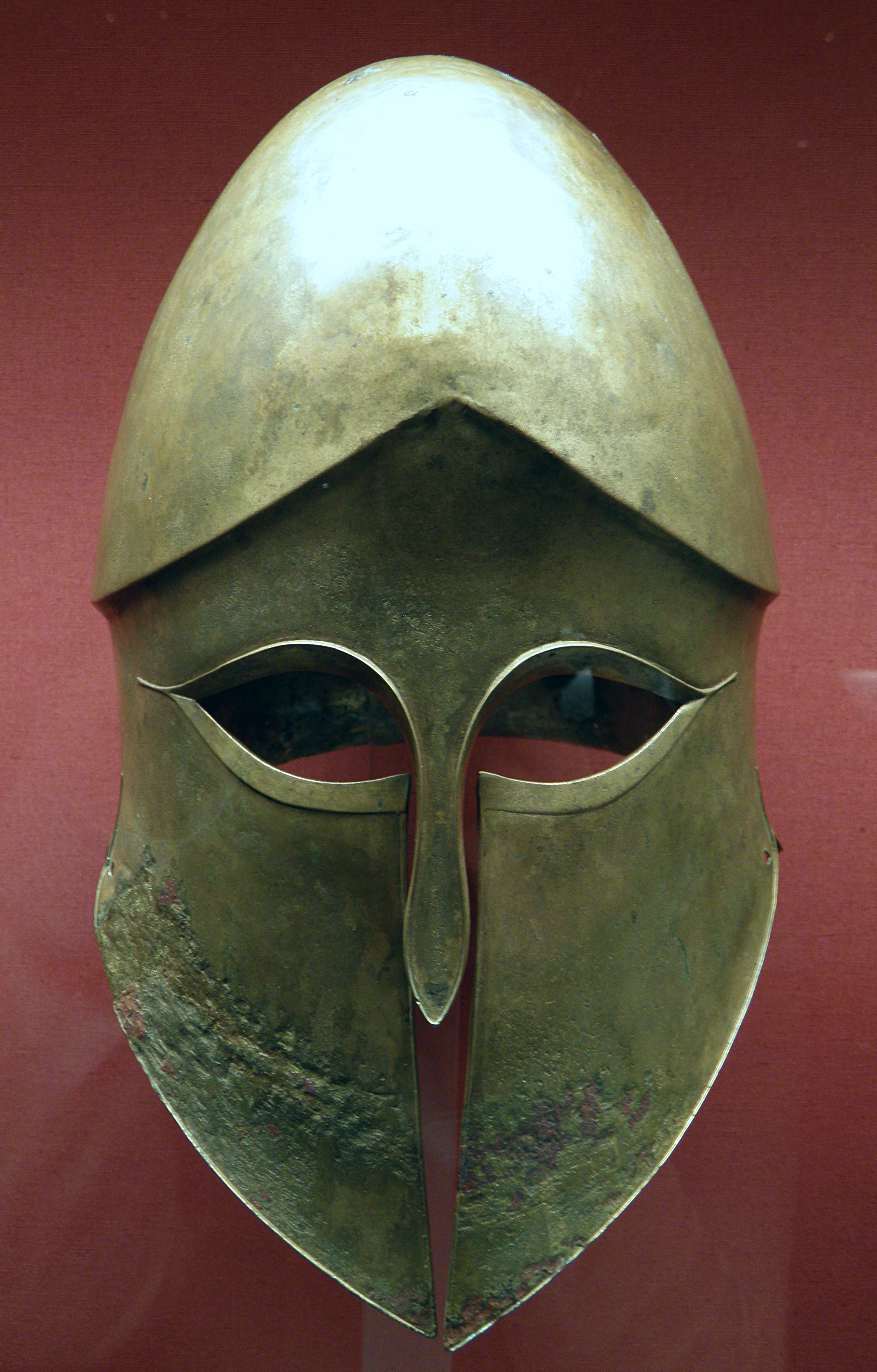
Casque corinthien
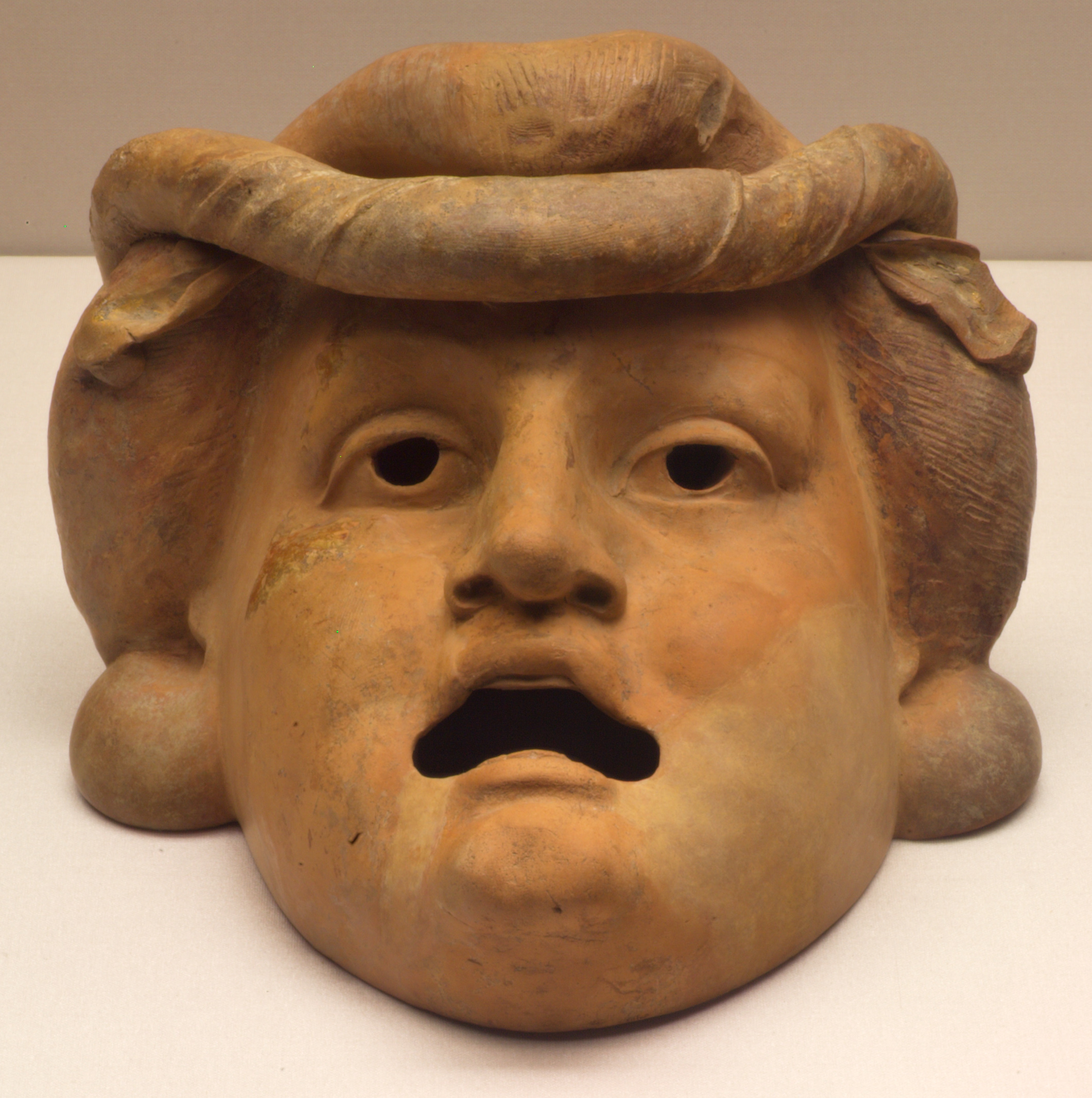
Masque en terre cuite

### Bijoux et verre
Un exemple exceptionnel de bijoux anciens est la guirlande funéraire en or d'Armento (IVe siècle). Un diadème doré de la mer Noire, coiffure richement décorée de la péninsule de Crimée, a été produite vers -150.
Un célèbre gobelet romain de Cologne en verre réticelle (ou verre diatrète), du IVe siècle après J.-C., montre encore son inscription latine BIBE MVLTIS ANNIS (« Bois et vis de nombreuses années ! ») : c'était un cadeau de la ville de Cologne en échange du soutien du roi Louis Ier pour l'achèvement de la cathédrale de Cologne.

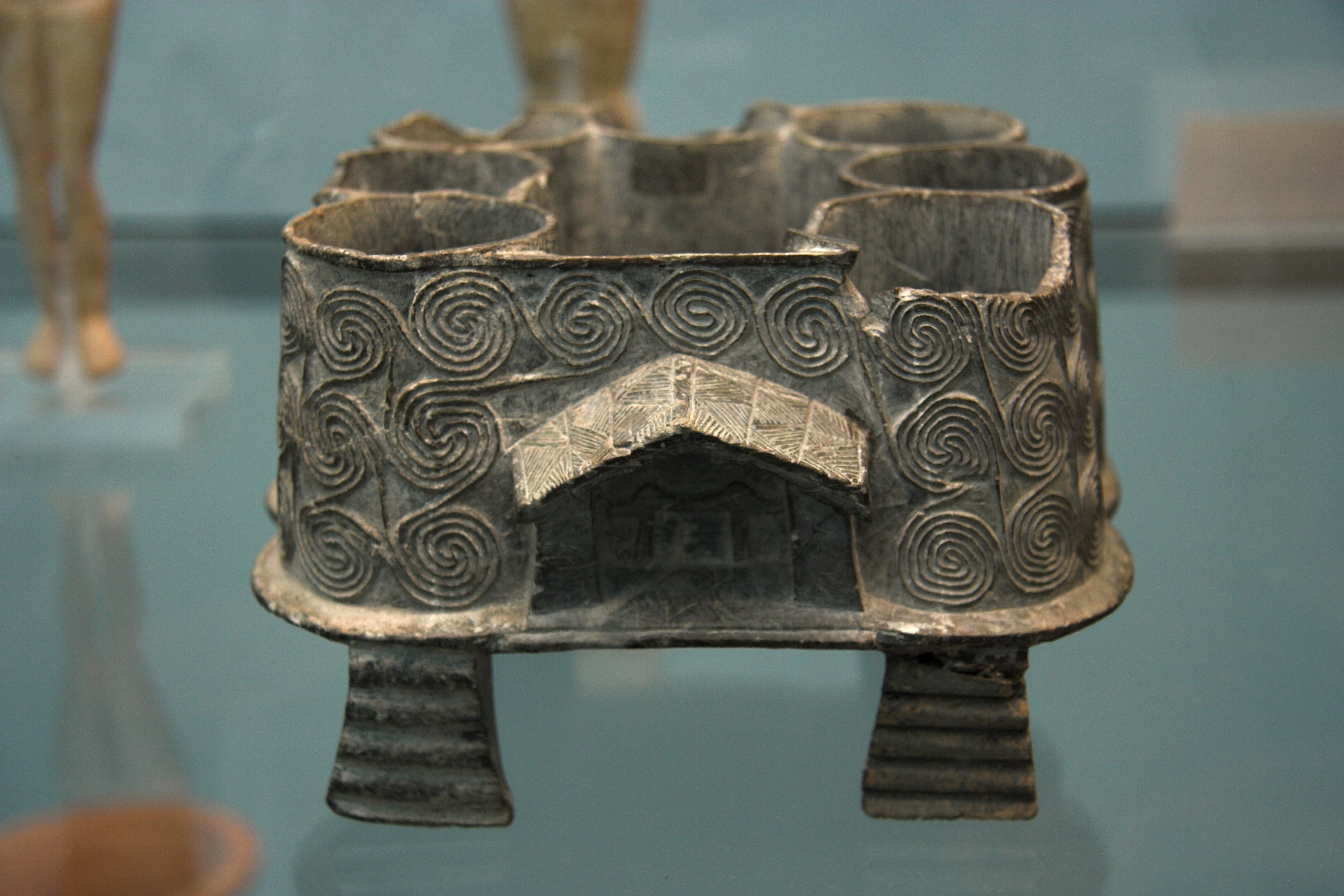
Pyxide multiple en stéatite, de l'île cycladique de Milos (Mélos), Bronze ancien, vers 2500 av. J.-C. Elle se compose de sept vases cylindriques séparés par des cloisons, avec des sculptures évoquant des lieux de culte.
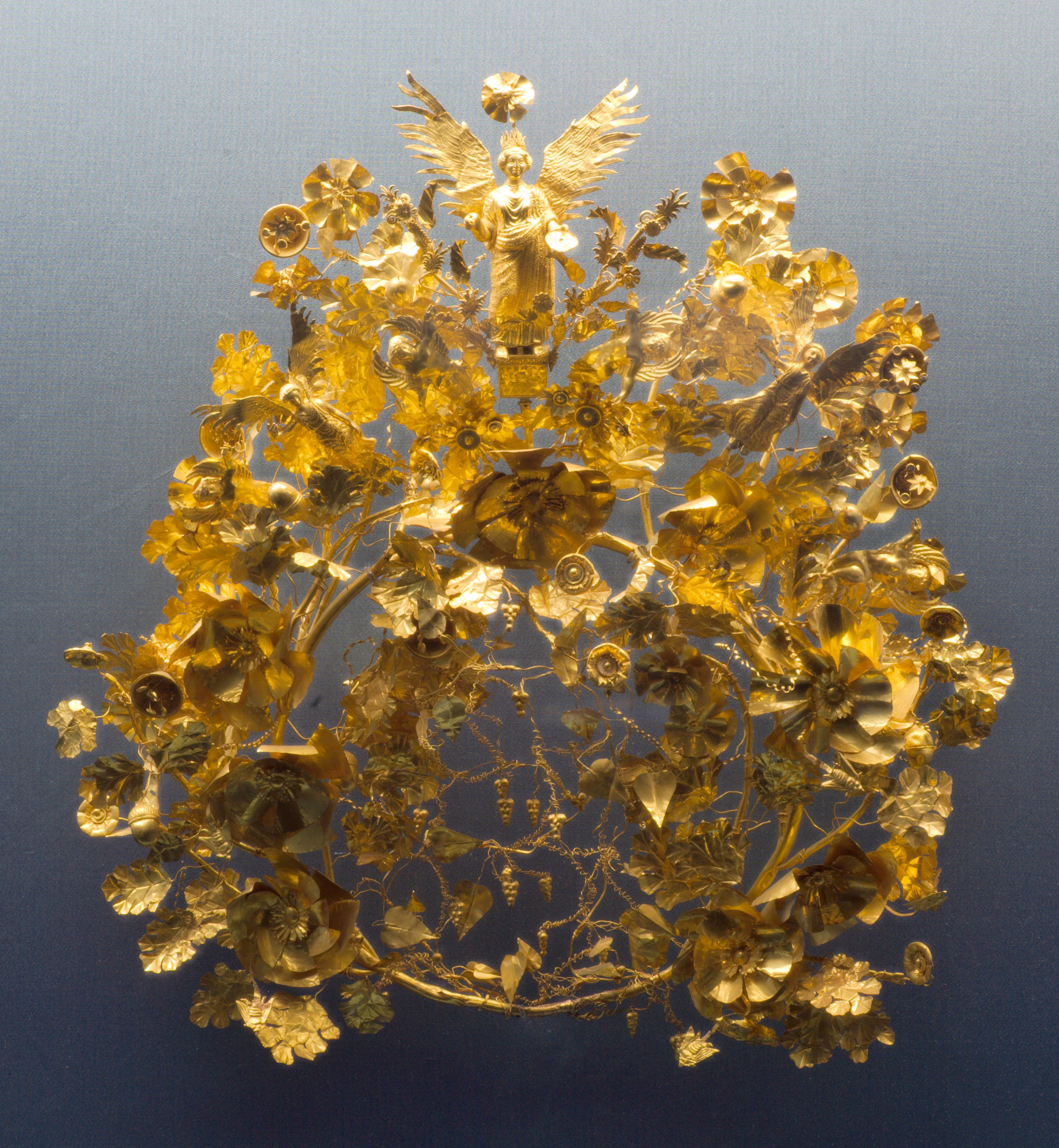
Couronne d'or provenant d'une tombe d'Armento, Basilicate. Offrande funéraire ou nuptiale, vers 370-360 av. J.-C.
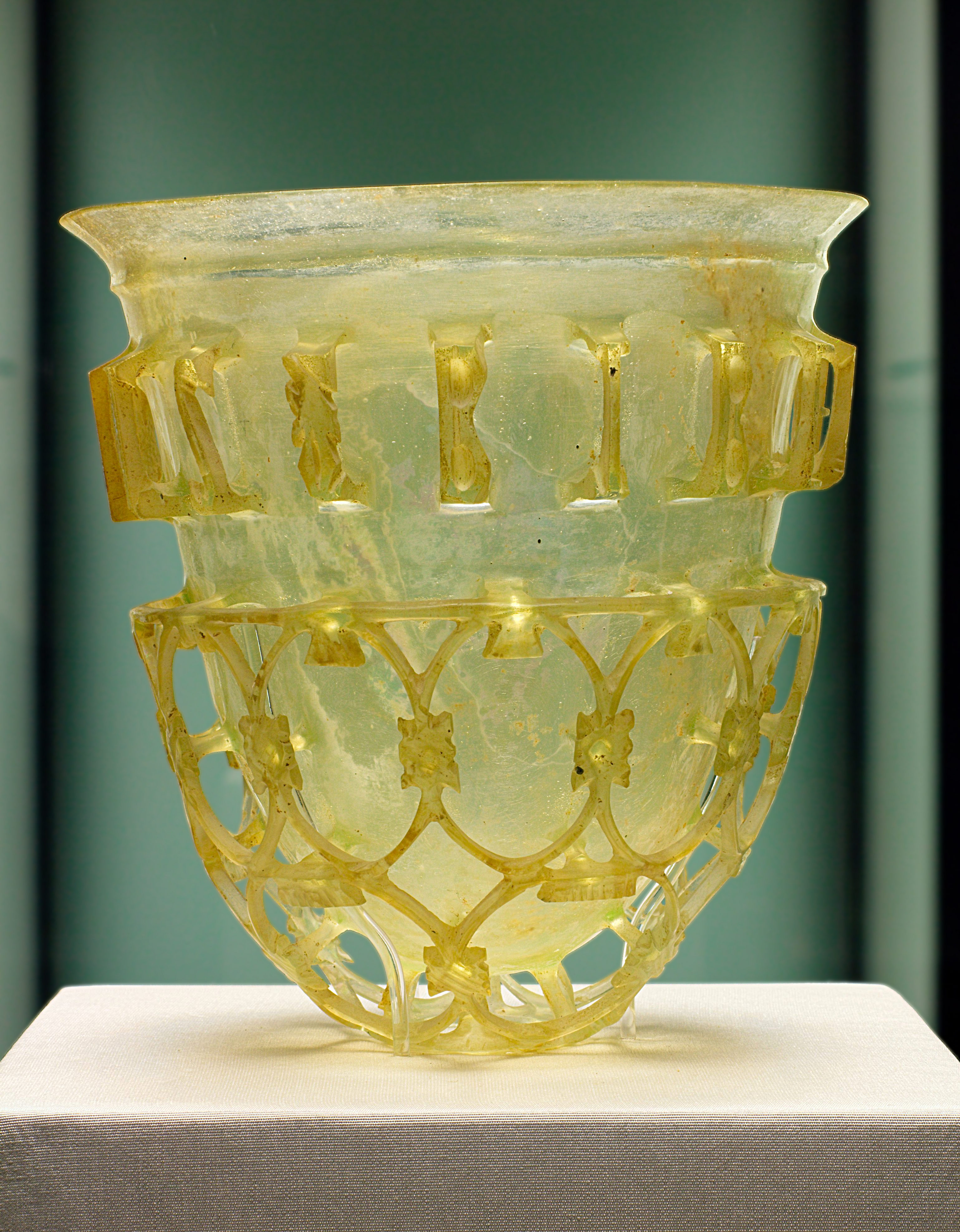
Gobelet romain en verre diatrète. Cologne, seconde moitié du IVe siècle apr. J.-C..

### Portraits et gemmes
Un portrait de momie antique d'environ 140 après J.-C. représente un jeune homme de la haute bourgeoisie de l'Égypte impériale qui figure parmi les meilleurs portraits de ce genre.
Une section des Staatliche Antikensammlungen est consacrée à une collection complète d'environ 800 pierres précieuses gravées, don de Helmut Hansmann (1924-1996).

## Sources
1. ↑  Catalogue de la 10e exposition de la Sécession munichoise, Der Deutsche Künstlerbund, München, 1904